# Итаугуа
Итаугуа̀ (на испански: Itauguá) е град в Парагвай, департамент Сентрал. Основан е през 27 юни 1728 г., към 2008 г. има 94 896 жители. Намира се на около 30 км от Асунсион. Градът е известен с бродираните си дантели, наречени няндути и с музиката си.
1. ↑  www.ine.gov.py